# Dialium soyauxii
Dialium soyauxii är en ärtväxtart som beskrevs av Hermann August Theodor Harms. Dialium soyauxii ingår i släktet Dialium och familjen ärtväxter. Inga underarter finns listade i Catalogue of Life.